# Moment bankructwa
Moment bankructwa {\displaystyle \tau } – zmienna losowa na przestrzeni probabilistycznej {\displaystyle \Omega ,} przyjmująca wartości w {\displaystyle (0,\infty ].} Oznacza chwilę, w której nastąpi bankructwo. Fakt, że moment bankructwa przyjmuje wartości dodatnie wskazuje, że bankructwo nastąpi w przyszłości. Bankructwo może nie nastąpić wcale, gdy {\displaystyle \tau } osiąga nieskończoność.